# فرناندو گابریل
فرناندو گابریل (پرتغالی: Fernando Gabriel Vougado Ribeiro؛ زادهٔ ۱۱ مهٔ ۱۹۸۸) یک بازیکن فوتبال اهل برزیل است.
وی سابقه بازی در باشگاه‌هایی مطرحی همچون اینترناسیونال و پرسپولیس را دارد.